# Дом-музей Мирзы Фатали Ахундова (Шеки)
Дом-музей Мирзы Фатали Ахундова (азерб. Mirzə Fətəli Axundovun ev-muzeyi) — дом-музей видного азербайджанского писателя, драматурга и просветителя Мирзы Фатали Ахундова (1812—1878), расположенный в городе Шеки в Азербайджане. Мирза Фатали Ахундов родился в этом доме, здесь прошли детские и юношеские годы Ахундова.

## История
Дом был построен в 1800 году. В 1811 году он был куплен отцом Мирзы Фатали Ахундова Мирзой Мухаммед Таги. В 1812 году здесь родился Мирза Фатали Ахундов. Спустя два года отец Ахундова вместе с семьёй переезжает в посёлок Хамене близ Тебриза. Когда Ахундову было 13 лет его родители развелись.
Таким образом, в 1825 году, Ахундов вместе с семьей возвращается в Нуху (название Шеки до 1968 года). С этого времени воспитанием Ахундова занимался дядя его матери Ахунд Гаджи Алескер. В 1833 году Ахундов поступает во вновь открывшееся Нухинское казённое училище, но спустя год он покидает его и в 1834 году переезжает в Тифлис.
В 1940 году здесь был создан дом-музей. В 2012 году, в связи с 200-летием Ахундова, завершился капитальный ремонт и реконструкция здания музея.

## Описание
Этот дом-музей является старейшим мемориальным музеем в Азербайджане. Он был создан в 1940 году. Дом-музей занимает два здания. Первое, в котором родился Ахундов, состоит из двух комнат. Второе здание было построено позже. Здесь экспонируются личные вещи Ахундова, предметы рассказывающие о жизненном и творческом пути писателя.
Дом, в котором родился Мирза Фатали Ахундов, построен в восточном стиле, о чём свидетельствуют дымоходы и полки. Двери дома очень низкие, в связи с чем, для того чтобы войти в дом и перейти из комнаты в комнату, нужно наклоняться. Как говорят экскурсоводы музея, подобная планировка была сделана для того, чтобы вошедший в дом человек совершал поклон хозяину дома, проявляя тем самым уважение к нему. Также низкое положение дверей и потолка обеспечивало прохладную температуру летом, и тёплую зимой. В другой комнате находятся личные вещи матери Ахундова.

Личные вещи Ахундова в соседнем здании дома-музея
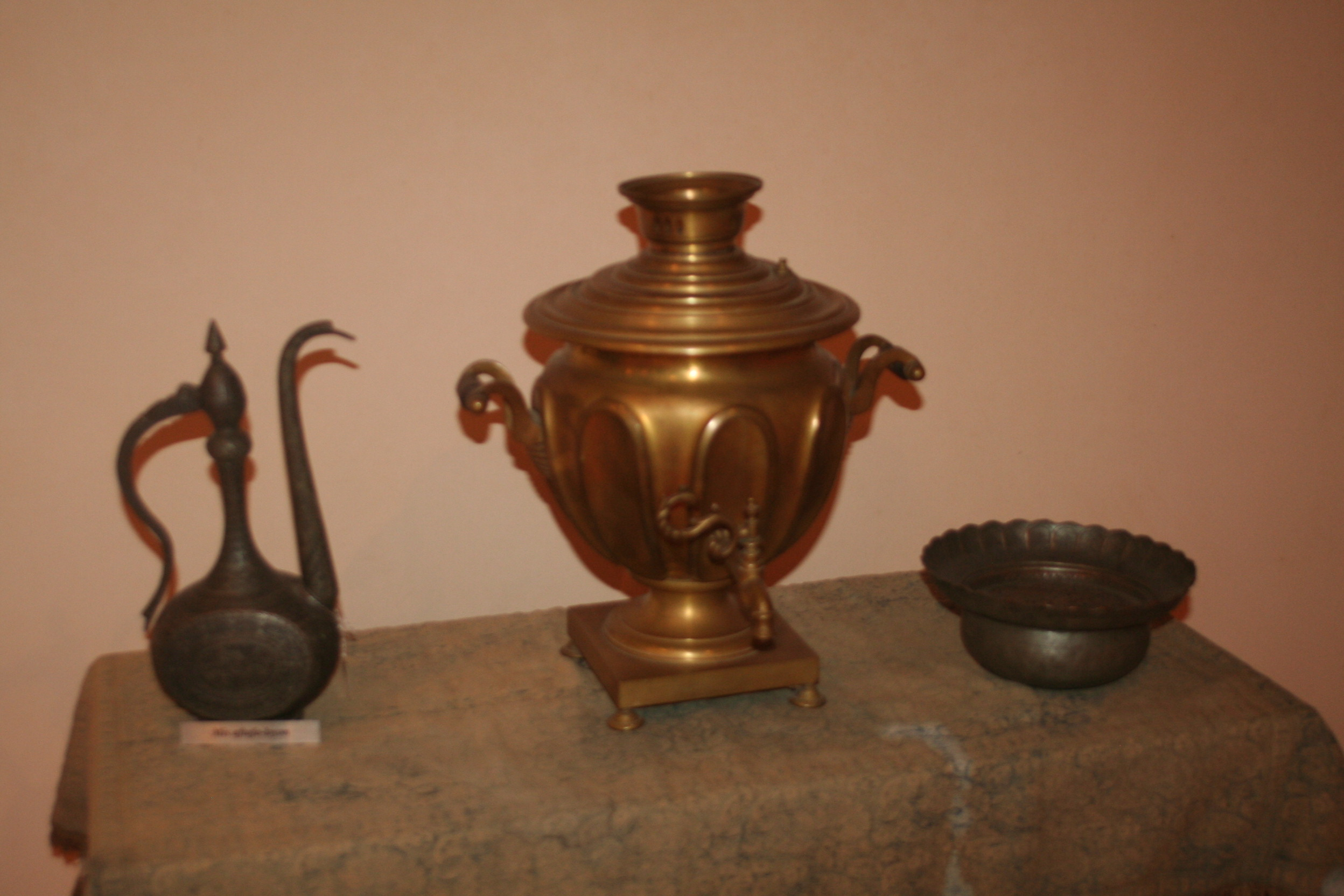
Самовар и посуда
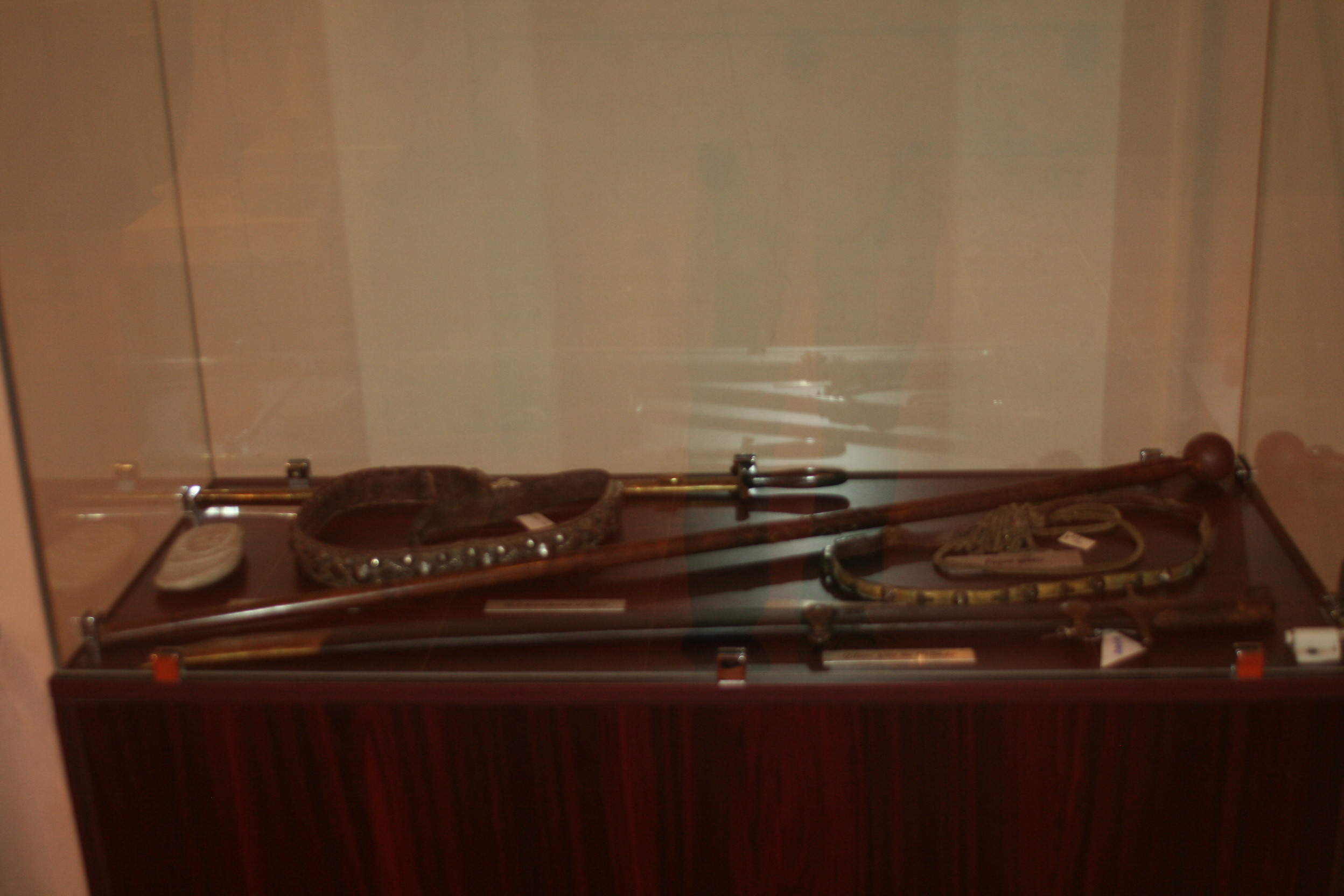
Меч и пр.
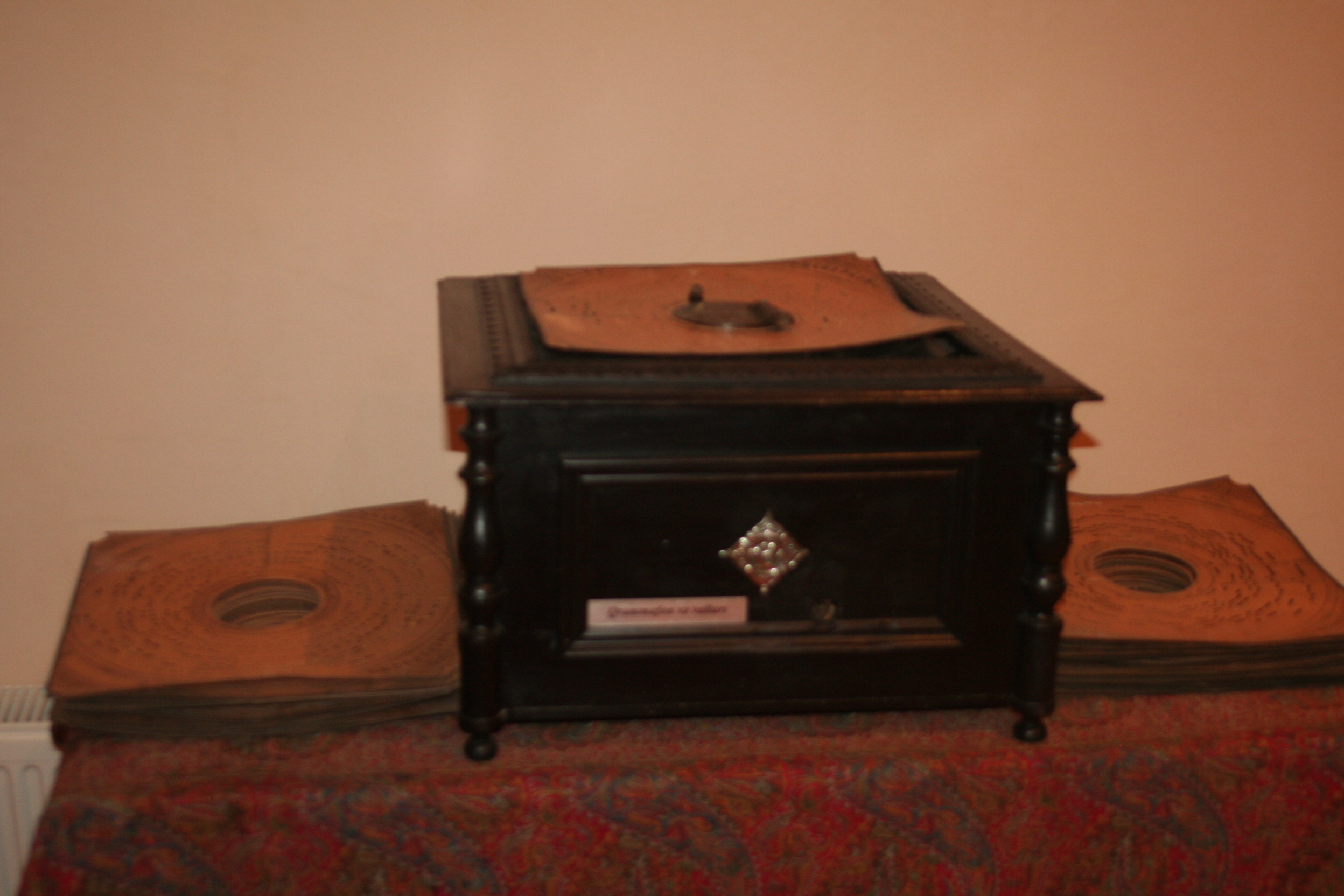
Патефон
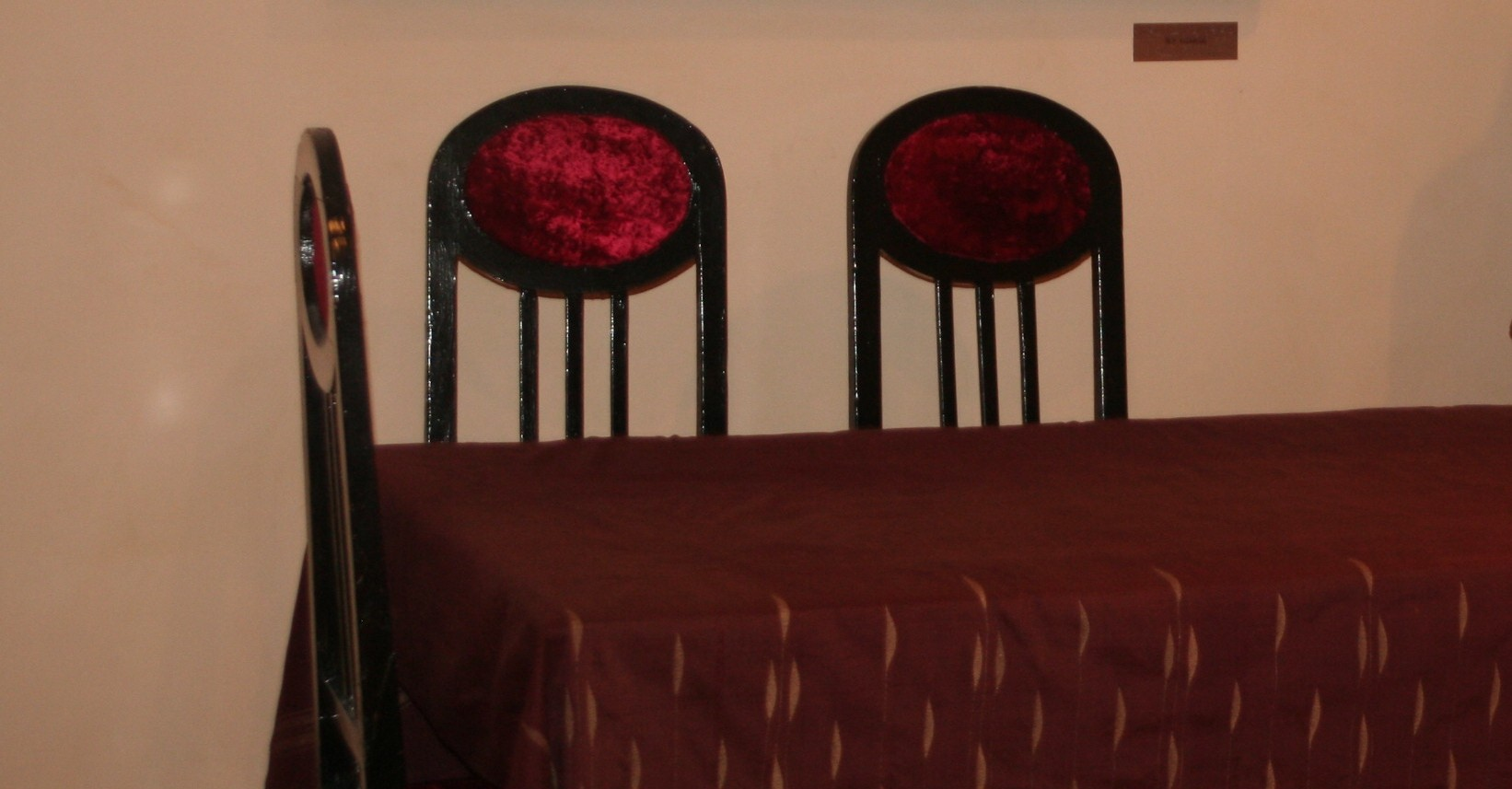
Стол и стулья из дома Ахундова в Тбилиси